# Capo Verde ai Giochi della XXVII Olimpiade
Capo Verde ha partecipato ai Giochi della XXVII Olimpiade a Sydney, in Australia.

## Atletica leggera

### Maschile
Eventi di corsa e prova su strada
| Atleta           | Evento   | Batteria | Batteria  | Semifinale | Semifinale | Finale  | Finale    |
| Atleta           | Evento   | Tempo    | Posizione | Tempo      | Posizione  | Tempo   | Posizione |
| ---------------- | -------- | -------- | --------- | ---------- | ---------- | ------- | --------- |
| António Zeferino | Maratona |          |           |            |            | 2:29:46 | 67°       |

### Femminile
Eventi di corsa e prove su strada
| Atleta            | Evento | Batteria | Batteria  | Semifinale | Semifinale | Finale     | Finale     |
| Atleta            | Evento | Tempo    | Posizione | Tipo       | Posizione  | Tempo      | Posizione  |
| ----------------- | ------ | -------- | --------- | ---------- | ---------- | ---------- | ---------- |
| Ismenia Frederico | 100 m  | 12.99    |           | non avanzò | non avanzò | non avanzò | non avanzò |